# Digital Broadcasting
Digital Broadcasting s.r.o. je česká telekomunikační společnost provozující celoplošný DVB-T2 multiplex 24 a sítě FM vysílačů pro Radio Čas, Radio Čas Rock, Radio Dyje a Radio Dálnice.
Do přechodu na DVB-T2 společnost provozovala DVB-T multiplex 4 a regionální síť 7. Multiplex 4 převzala v lednu 2012 od společnosti Telefónica O2.